# Цирлін Володимир Вікторович
Цирлін Володимир Вікторович — радянський український художник кіно і кінознавець. Кандидат мистецтвознавства (1968).

## Життєпис
Народився 28 червня 1932 р. в Одесі в родині службовця. Закінчив Київський художній інститут (1958) та аспірантуру Інституту мистецтвознавства, фольклористики та етнології ім. М. Т. Рильського НАН України (1967).
З 1958 р. — художник комбінованих зйомок і художник-постановник Київської кіностудії ім. О. П. Довженка.
Захистив кандидатську дисертацію «Декораційно-зображальне рішення фільму» (1968).
Викладав у Київському державному інституті театрального мистецтва ім. І. Карпенка-Карого.
Був членом Спілок художників і кінематографістів України.
Помер 6 липня 1987 р. в Києві.

## Фільмографія
Оформив стрічки:
- «Олекса Довбуш» (1959)
- «Небо кличе» (1960)
- «Кров людська — не водиця» (1960)
- «Роман і Франческа» (1960)
- «Повія» (1961)
- «Королева бензоколонки» (1961)
- «Київська соната»(1962)
- «Між добрими людьми» (1962)
- «Юнга зі шхуни „Колумб“» (1963)
- «Космічний сплав» (1964)
- «Ключі від неба» (1964)
- «Дні льотні» (1965)
- «Криниця для спраглих» (1966)
- «Зайвий хліб»
- «Берег надії» (1967)
- «Вечір на Івана Купала» (1968)
- «Дума про Британку» (1969)
- «Сліпий дощ» (1969, т/ф)
- «Сеспель» (1970)
- «Білий птах з чорною ознакою» (1970)
- «Мир хатам, війна палацам» (1970, т/ф)
- «Сімнадцятий трансатлантичний» (1972)
- «Віра, Надія, Любов» (1972, т/ф)
- «Особисте життя»
- «Гуси-лебеді летять» (1974)
- «Канал» (1975)
- «Людина живе двічі» (1975, т/ф)
- «Співає Лілія Гавриленко» (1975, т/ф, фільм-концерт)
- «Народжена революцією» (1975—1977, т/ф)
- «Талант» (1977, т/ф)
- «Ярослав Мудрий» (1981)
- «Повернення з орбіти» (1983)
- «Люди і дельфіни» (1983, т/ф, 4 а)
- «Поцілунок» (1983, т/ф)
- «Два гусари» (1984, т/ф, 2 с.)
- «Подвиг Одеси» (1985, 2 c)
- «Чужий дзвінок» (1985, т/ф)
- «Бережи мене, мій талісмане» (1986)
- «Щасливий, хто кохав» (1986)
- «Солом'яні дзвони» (1987)  та ін.